# 雪人 (繪本)
《雪人》（英語：The Snowman）是由英國作家雷蒙·布力格（Raymond Briggs）於1978年在漢彌頓出版社（Hamish Hamilton）所出版的繪本。1982年，此書被改編成26分鐘長的動畫，並於12月26日播出；動畫是由於英國第四頻道的開辦，因而委任英國首席動畫公司（TVC London）製作，並由戴安‧傑克森（Dianne Jackson）所執導。
當雪人在1982年平安夜於倫敦第四頻道首播時，便得到了很大的迴響，並在1983年的時候提名為奧斯卡最佳動畫短片，每年的播映也已經成為英國當地及國際間過聖誕節的傳統。卡通版本的雪人是由撰寫樂譜及歌詞的霍華‧布列克（Howard Blake）來進行配樂的工作，為了這部動畫，他也在自己的管絃樂團－－倫敦城市交響樂團中，擔任作曲及指揮的角色。
這本童書及動畫都沒有對白，反而以圖片、動作及音樂來敘述整篇的故事，不但使內容深深打動人心，也能以各種語言來出版到世界各地。
短片中的一首歌——空中散步（Walking in the Air）是特別為此動畫量身打造，並由聖保羅大教堂合唱團（St Paul's Cathedral choirboy）中的彼德·奧帝（Peter Auty）所演唱。當這首歌以單曲的形式發售以後，便在英國的排行榜拿到第五名，歌曲是由威爾斯地區的唱詩班歌手亞列·瓊斯（Ales Jones）所擔綱詮釋，在這部短片重新發行後的版本裡，也能在原聲帶中找到他所演唱的曲目。
2000年，在一份由英國電影學院（British Film Institute）的專業人士所投票選出的百大英國節目排行榜（100 Greatest British Television Programmes）名單中，雪人排在第七十一名。而在英國娛樂電視的耶誕最佳節目（UKTV Gold's Greatest TV Christmas Moments）中，得到了第四名。